# Сантуарио Ронки (Кунео)
Сантуарио Ронки је насеље у Италији у округу Кунео, региону Пијемонт.
Према процени из 2011. у насељу је живело 50 становника. Насеље се налази на надморској висини од 398 м.